# Kuala Balai
Kuala Balai é uma mukim da daerah de Belait do Brunei. A sua capital é a cidade de mesmo nome.